# Huset York
Huset York var et engelsk dynasti, som sad på tronen fra 1461 til 1485, og som udgjorde kernen i en af de to sider i rosekrigene. Husets navn er hentet fra Richard Plantagenet, 3. hertug af York, som deres tronkrævere stammede fra. Dets symbol var en hvid rose.
Den største rival var Huset Lancaster, "den røde rose". Efter rosernes krig, hvor Richard III faldt i slaget ved Bosworth Field i 1485, blev de to slægter blandet da Elizabeth af York giftede sig med Henrik VII, og Huset Tudor kom da til magten.
Rivaliseringen mellem de to dynastier er faktisk blevet bevaret, i en fredeligere og mere venskabelig form, som en rivalisering mellem grevskaberne Lancashire og Yorkshire.

## Konger fra huset York
- Edvard IV, regerede 1461–1470 og 1471–1483
- Edvard V, regerede 1483 (en af prinserne i Tower of London)
- Richard III, regerede 1483–1485